# Степківка (Первомайський район)
Сте́пківка — село в Україні, у Кам'яномостівській селищній громаді Первомайського району Миколаївської області. Населення становить 1130 осіб.
Село розташоване за 30 км на південь від міста Первомайськ і за 15 км від залізничної станції Кам'яний Міст.

## Історія
У районі села розташовані кургани епохи бронзи (III–I тис. до н. е.).
Село засноване паном Фітімом у 1817 році та переселенцями з Полтавської губернії. За розповідями місцевих жителів, пан виміняв своїх породистих собак на кріпаків з Полтавської губернії.
У Німецько-радянській брали участь 304 жителі села, 149 з них загинули, 288 — удостоєні орденів і медалей. Звання Героя Радянського Союзу присвоєне В. Т. Головченко (посмертно) і М. І. Шкурко.
В період тимчасової німецької окупації в діяльності підпільної організації «Партизанська іскра» брав участь місцевий житель В. С. Терниченко.

## Населення

### Мова
Розподіл населення за рідною мовою за даними перепису 2001 року:
| Мова       | Кількість | Відсоток |
| ---------- | --------- | -------- |
| українська | 1111      | 98.32%   |
| російська  | 16        | 1.42%    |
| румунська  | 2         | 0.18%    |
| білоруська | 1         | 0.08%    |
| Усього     | 1130      | 100%     |

## Економіка
У Степківці обробляється 4395 га сільськогосподарських угідь, в тому числі 3969 га орних земель. Є ставок площею 8 га. Господарство спеціалізується на виробництві насіння зернових, олійних і кормових культур, тваринницької продукції. Підсобні підприємства — млин і маслобійня.

## Освіта і культура
У Степківці є середня школа (13 учителів і 165 учнів), будинок культури із залом на 350 місць, дві бібліотеки з фондом 27,3 тис. книг. Населення обслуговують амбулаторія, де працюють вісім медпрацівників, в тому числі два лікарі; дві аптеки, дитячий сад на 50 місць, п'ять магазинів, кафе, ательє по пошиттю верхнього одягу, відділення Укрпошти та Ощадбанку України, АТС на 50 номерів.
У селі є пам'ятник воїнам-односельчанам, які загинули на фронтах Другої світової війни. Також, у селі є курган пам'яті Голодомору 1932—1933 років.

## Орденоносці села
За трудові успіхи 40 чоловік нагороджені орденами і медалями, в тому числі двома орденами Леніна — завідувачка фермою великої рогатої худоби Г. А. Бордіян-Кузнєцова, орденом Леніна — ланкові рільничих ланок П. Д. Царінна і М. І. Шкурко, бригадир рільничої бригади П. Д. Майстренко. Ордени Трудового Червоного Прапора удостоєні п'ять чоловік. 15 членів колгоспу нагороджені медалями і дипломами ВДНГ СРСР. Завідувачка свинофермою Л. В. Опалько була делегатом XXIV з'їзду Компартії України, а ланковий буряківницької ланки М. Д. Заболотня делегаткою 3-го делегатом 3-го Всесоюзного з'їзду колгоспників.
212 передовиків сільськогосподарського виробництва відмічені високими урядовими нагородами. Звання Героя Соціалістичної Праці удостоєні Г. Я. Беркман, О. П. Вербовий, М. К. Євич, А. В. Єліневська, Н. М. Кулик, Н. І. Куніцин, Я. І. Мельник, О. Г. Мурована (Курдюкова), О. І. Праніченко, О. І. Татарова, Н. О. Щербиніна. Орденами Леніна і Трудового Червоного Прапора нагороджені 8, орденом Леніна — 6, орденом Трудового Червоного Прапора — 10 чоловік.
Герой Соціалістичної Праці, мати-героїня Михнюк К. І..

## Відомі уродженці
- Руснак Олександр Васильович — підполковник Служби безпеки України, учасник російсько-української війни.[джерело?]
- Руснак Микола Анатолійович (1983—2014) — український військовий. Учасник російсько-української війни. Загинув під час оборони Маріуполя. Нагороджений Орденом «За мужність» III ступеня (посмертно).[2]